# Греш, Франсуа-Дидье
Франсуа-Дидье Греш (фр. François-Didier Gregh (26 марта 1906, Париж, Франция — 21 октября 1992) — франко-монегасский политический деятель, государственный министр (глава правительства) Монако (1969—1972).

## Биография
Родился в семье писателя. Изучал право в Сорбонне и окончил Свободную школу политических наук (École Libre des Sciences Politiques).
С 1930 г. работал в генеральной инспекции финансов,
- 1932—1934 гг. — глава канцелярии министра финансов, затем — финансовый аудитор ряда крупных государственных предприятий,
- 1940—1943 гг. — генеральный директор Главного управления Государственного секретариата по страхованию,
- 1943—1944 гг. — директором по финансам французский комитета национального освобождения Алжира,
- 1944—1949 гг. — директор департамента бюджета министерства финансов Франции,
- 1949—1953 гг. — директором Crédit Lyonnais,
- 1953—1955 гг. — начальником департамента Азии и Ближнего Востока в Международным банке реконструкции и развития,
- 1955—1958 гг. — секретарь НАТО по экономике и финансам,
- 1958—1959 гг. — заместитель генерального секретаря НАТО,
- 1959—1967 гг. — генеральный инспектор министерства финансов Франции,
- 1969—1972 гг. — государственный министр Монако.